# Footloose (film fra 1984)
Footloose er en amerikansk film fra 1984, instrueret af Herbert Ross.

## Handling
Ren flytter fra Chicago til en lille by i Iowa med sin mor. I den lille by er det forbudt at danse. Sammen med vennen Willard (Chris Penn) og præstens datter Ariel (Lori Singer) bestemmer Ren (Kevin Bacon) sig for at gøre noget. Vennerne beslutter at holde et skolebal, men for at kunne gøre det, må Ren overtale byrådet. Byrådet består af syv personer. En af dem er Shaw Moore (præsten), spillet af John Lithgow. Og han var med til at vedtage forbuddet.

## Medvirkende
- Kevin Bacon som Ren McCormack
- Lori Singer som Ariel Moore
- John Lithgow som Reverend Shaw Moore
- Dianne Wiest som Vi Moore
- Chris Penn som Willard Hewitt
- Sarah Jessica Parker som Rusty
- John Laughlin som Woody
- Elizabeth Gorcey som Wendy Jo
- Frances Lee McCain som Ethel McCormack
- Jim Youngs som Chuck Cranston